# Contatti focali
I contatti focali sono quei punti in cui il contatto tra cellula e metaplasma si fa più intimo, stante la presenza di numerose integrine e, di conseguenza, numerosi filamenti di actina all'interno della parete cellulare, e fasci di fibronectina all'esterno. I contatti focali svolgono un'importante funzione nella regolazione della trasmissione di impulsi fra cellule adiacenti, influiscono sull'inibizione da contatto e sull'espressione genica.

## Componente proteica
Come le altre giunzioni cellulari anche nei contatti focali le proteine costituenti possono essere classificate secondo la loro posizione in: proteine citoplasmatiche; transmembrana; extracellulari.
le proteine citoplasmatiche sono essenzialmente costituite da F-actina la quale si collega alle proteine transmembrana direttamente o come più spesso si verifica tramite proteine mediatrici del contatto affini alla famiglia delle actine (alfa actinine; filamine; fimbrine; vinculine; taline; tensine). A tali proteine si possono associare ulteriori proteine adattatrici quali (paxiline; proteine tes, sintenine). La componente proteica transmembrana è costituita da proteine appartenenti alla famiglia delle integrine eterodimeriche (alfa e beta). Le integrine si legano a loro volta alla componente proteica extracellulare costituita da filamenti di fibronectina (glicoproteina fibrillare) e da laminina (glicoproteina non fibrillare). 